# Врбова
Врбова (хорв. Vrbova) — населений пункт у Хорватії, у Бродсько-Посавській жупанії у складі громади Старо Петрово Село.

## Населення
Населення за даними перепису 2011 року становило 873 осіб.
Динаміка чисельності населення поселення:

## Клімат
Середня річна температура становить 11,23 °C, середня максимальна – 25,76 °C, а середня мінімальна – -5,54 °C. Середня річна кількість опадів – 865 мм.
| Клімат поселення                              | Клімат поселення | Клімат поселення | Клімат поселення | Клімат поселення | Клімат поселення | Клімат поселення | Клімат поселення | Клімат поселення | Клімат поселення | Клімат поселення | Клімат поселення | Клімат поселення | Клімат поселення |
| Показник                                      | Січ.             | Лют.             | Бер.             | Квіт.            | Трав.            | Черв.            | Лип.             | Серп.            | Вер.             | Жовт.            | Лист.            | Груд.            |                  |
| Середній максимум, °C                         | 6,78             | 8,50             | 12,86            | 17,44            | 22,56            | 25,76            | 25,04            | 24,22            | 20,22            | 15,11            | 9,60             | 5,34             |                  |
| Середня температура, °C                       | 0,62             | 2,34             | 6,70             | 11,28            | 16,40            | 19,60            | 21,43            | 20,60            | 16,60            | 11,49            | 5,98             | 1,73             |                  |
| Середній мінімум, °C                          | −5,54            | −3,81            | 0,54             | 5,13             | 10,25            | 13,45            | 17,80            | 16,98            | 12,97            | 7,86             | 2,35             | −1,9             |                  |
| Норма опадів, мм                              | 55               | 52               | 57               | 69               | 79               | 101              | 79               | 77               | 66               | 77               | 84               | 69               |                  |
| Середньомісячна швидкість вітру, м/с          | 1.73             | 1.96             | 2.28             | 2.22             | 2.01             | 1.85             | 1.80             | 1.65             | 1.63             | 1.64             | 1.73             | 1.76             |                  |
| Середньомісячна сонячна радіація, кДж/м²·день | 4325             | 7115             | 10957            | 15358            | 19427            | 21456            | 22440            | 20195            | 14962            | 9243             | 4915             | 3627             |                  |
| --------------------------------------------- | ---------------- | ---------------- | ---------------- | ---------------- | ---------------- | ---------------- | ---------------- | ---------------- | ---------------- | ---------------- | ---------------- | ---------------- | ---------------- |
| Джерело:                                      |                  |                  |                  |                  |                  |                  |                  |                  |                  |                  |                  |                  |                  |